# Trichomasthus leptocerus
Trichomasthus leptocerus är en stekelart som beskrevs av Sharkov 1989. Trichomasthus leptocerus ingår i släktet Trichomasthus och familjen sköldlussteklar. Inga underarter finns listade i Catalogue of Life.